# Старая Могильница
Старая Могильница (укр. Стара Могильниця) — село в Теребовлянской городской общине Тернопольского района Тернопольской области Украины.
До 2020 года входило в Теребовлянский район.
Население по переписи 2001 года составляло 607 человек. Занимает площадь 2,82 км². Почтовый индекс — 48152. Телефонный код — 3551.